# Nikolai-Kirche (Hiddestorf)

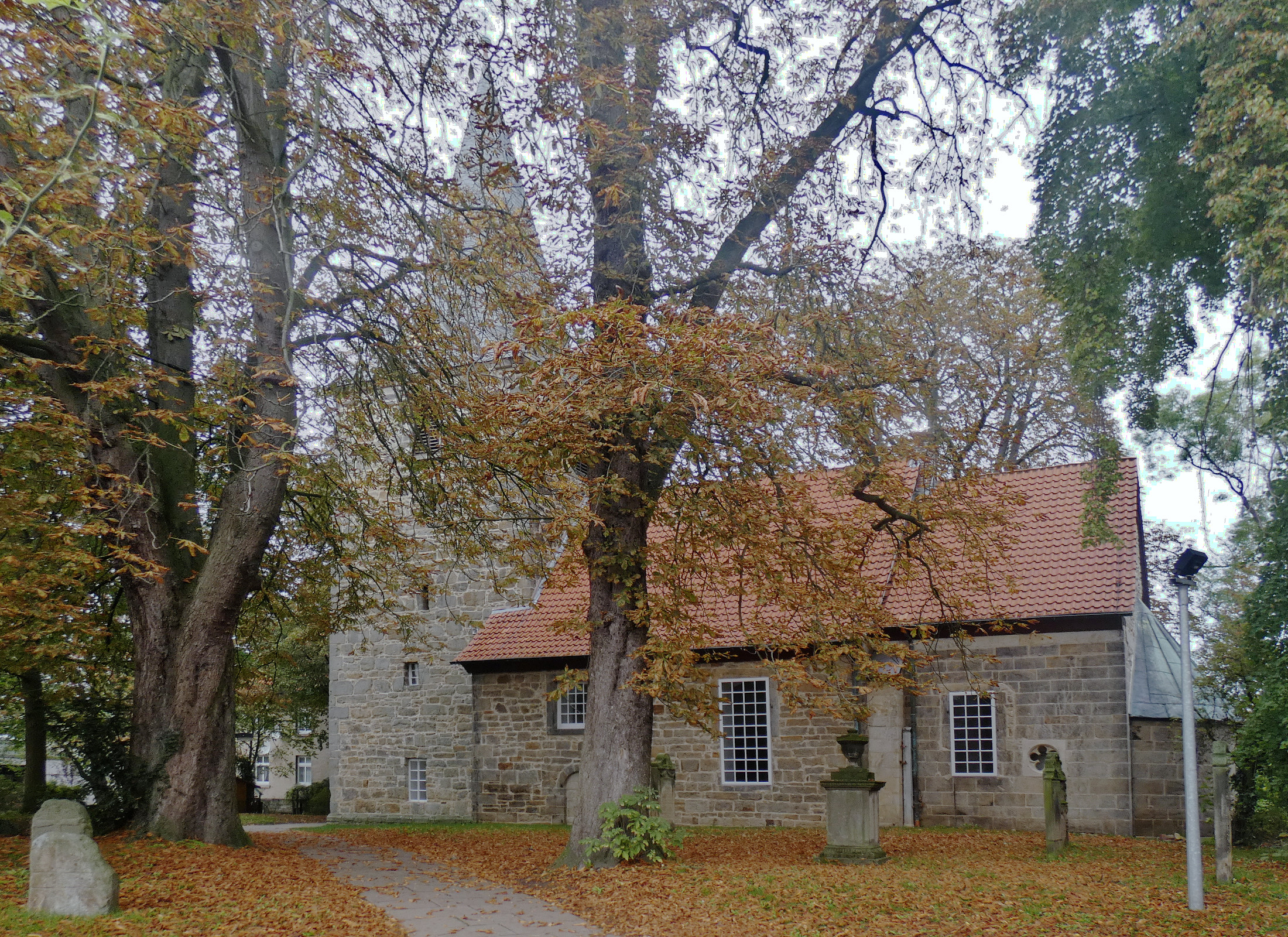
Die Nikolai-Kirche in Hiddestorf

Die Nikolai-Kirche ist eine Kirche in Hiddestorf, einem Stadtteil von Hemmingen in der Region Hannover in Niedersachsen. Die Kirche gilt als das älteste erhaltene Bauwerk der Stadt Hemmingen.
Das denkmalgeschützte Gebäude ist das Gotteshaus der auch für den benachbarten Ortsteil Ohlendorf zuständigen Kirchengemeinde Hiddestorf/Ohlendorf im Kirchenkreis Laatzen-Springe im Sprengel Hannover der Evangelisch-lutherischen Landeskirche Hannovers.

## Geschichte
Die Schenkung eines Allods in Hiddestorf an die Domkirche zu Verden durch Bischof Bruno von Verden († 1049) legte dessen Beteiligung an der Gründung der Pfarre und der Kirche im Ort nah.
Die Kirche wird auf die Mitte des 12. Jahrhunderts datiert.
Je nach Quelle werden die Apsis oder der untere Teil des Turms als ältester Teil des Gebäudes genannt.
Die älteste Erwähnung eines Pfarrers in Hiddestorf stammt aus dem Jahr 1490.
Die Kirche gehörte zum Archidiakonat Pattensen.
Nach der um das Jahr 1542 erfolgten Einführung der Reformation im Fürstentum Calenberg hatte dessen Landesherr Erich II., das Kollationsrecht der Pfarre in Hiddestorf.

### Umbauten
Im Jahr 1722 wurde die Kirche „innen und außen von Grund auf repariret“.
Der Kirchturm wurde im Jahr 1891 wesentlich umgebaut. 1897 wurde darin eine zusätzliche, größere Glocke aufgehängt.
Als staatlich geförderte Arbeitsbeschaffungsmaßnahme in der Anfangszeit des Dritten Reichs erfolgte im Jahr 1934 eine umfangreiche Renovierung der Kirche.
Dabei wurden die Emporen an Nord- und Südseite des Kirchenschiffs und im Chor entfernt.
Der einfache Altar aus dem Jahr 1722 und die darüber angebrachte Kanzel schirmten bis 1934 die Apsis ab. Diese hatte eine Außentür und diente so als Sakristei.
Als Spenden aus der Gemeinde erhielt die Kirche zwei kegelförmige Leuchter, ein Kreuz, eine Altarbibel und Altarbehänge, zwei Teppiche und das Motivglasfenster hinter dem Altar.
1974 erfolgte eine erneute Renovierung. Erst seit damals gibt es Stühle statt Bänke in der Kirche. Einige der Bänke im Stil der Spätrenaissance stammten laut Inschrift aus dem Jahr 1639.
Unter Verwendung zweier alter geschnitzter Bankseitenwangen wurde 1974 eine neue Kanzel gezimmert.
Die mindestens seit der Renovierung von 1934 wieder sichtbare alte Rankenbemalung im Turm wurde restauriert.
2019 erhielt die Kirche eine neue Heizung und ihre Wände einen neuen Innenanstrich.

### Patrozinium
Das Patrozinium war wohl seit der Reformation in Vergessenheit geraten. Der Name Nikolai-Kirche wurde bis in die zweite Hälfte des 20. Jahrhunderts nicht verwendet.
Die Kunstdenkmälerinventare von Wilhelm Mithoff und Carl Wolff beschreiben einfach die Kirche in Hiddestorf.
Im ältesten Buch des Pfarrarchivs, der Kirchenordnung des Herzogs Julius aus dem Jahr 1569, findet sich aber eine handschriftliche Eintragung „Dieses gehöret der Kirchen S. Nicolai zu in Hiddestorff vnd Ohlendorff“.

## Beschreibung

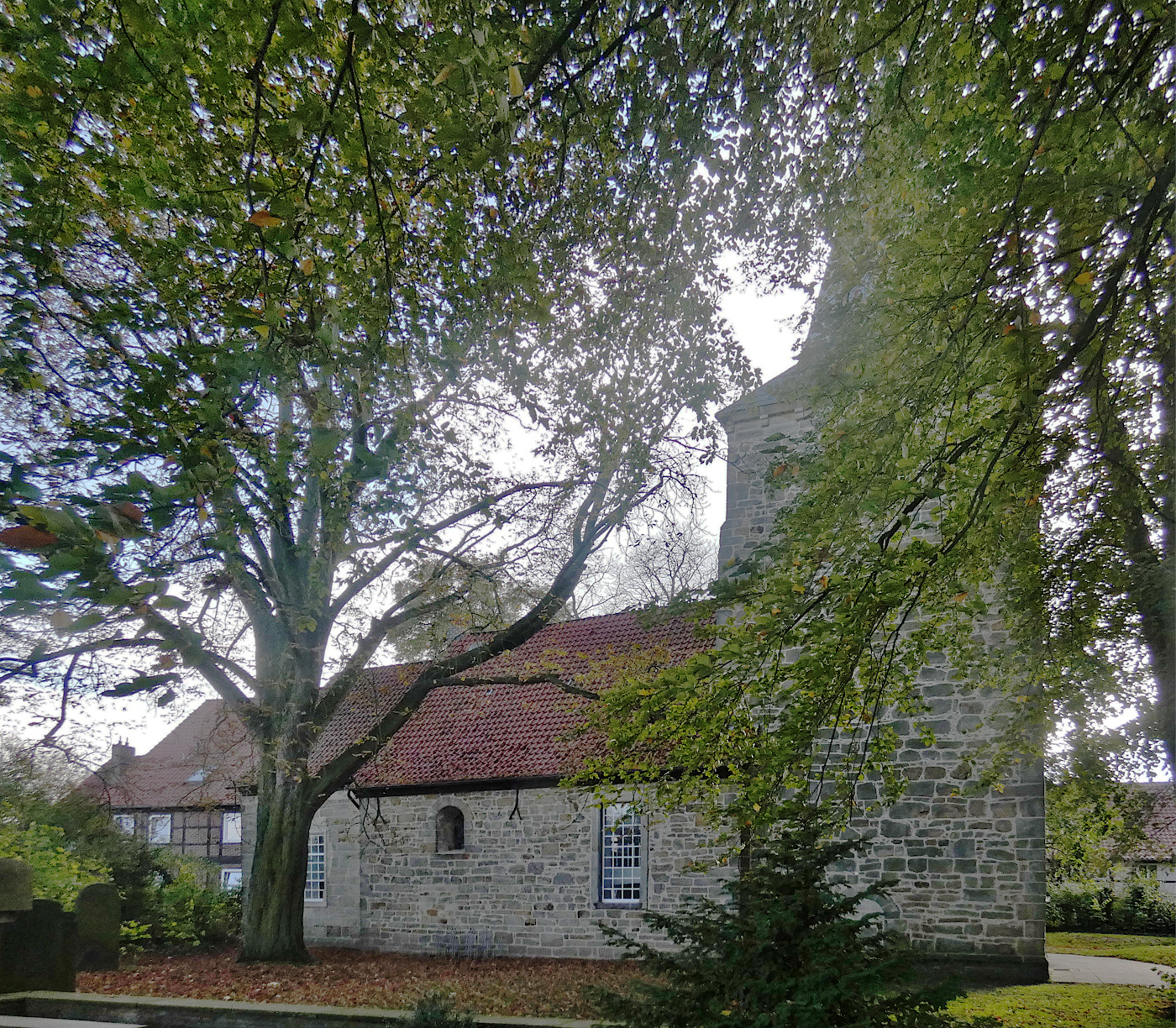
Nordwestansicht der Kirche

Die Hiddestorfer Kirche ist eine schlichte romanische Dorfkirche.
Sie ist ein einschiffiger Bruchsteinbau mit Eckquaderung.
Das Schiff mit seinen vier Fuß starken Bruchsteinmauern wird von zwei Jochen mit rippenlosen Kreuzgewölben überspannt. Den Anschluss zum Chor bildet ein halbkreisförmiger Triumphbogen.
Der quadratische Chor und die eingezogene halbrunde Apsis sind im romanischen Stil aus Quadermauerwerk auf mit einfacher Schräge profiliertem Sockel erbaut.
Die Apsis hat ein aus Schräge und Platte bestehendes Hauptgesims. Sie ist mit einer Halbkuppel überdeckt.
Der Chor ist mit einem rundbogigen rippenlosen Kreuzgewölbe überdeckt. Um Platz zu gewinnen, wurden 1878 drei der vier das Gewölbe tragenden Pfeiler unten kämpferartig abgeschlagen.
Der untere Teil des schiefwinklig an die Kirche angebauten Turms stammt aus der romanischen Zeit.
Der Kirchturm könnte wegen seiner 6 Fuß starken Grundmauern ein Wehrturm gewesen sein.
Sein Glockengeschoss wurde im Jahr 1891 verändert.
Damals wurden die Treppengiebel an der West- und Ostseite und die bereits zum Teil zugemauerten Schallöffnungen mit je zwei romanischen Teilungssäulchen und Rundbögen entfernt. Stattdessen wurde der Turm mit seiner schiefergedeckten, achteckigen spitzen Haube auf quadratischem Unterbau und auf jeder Seite einer spitzbogigen Schallöffnung versehen.
Die von einem Kreuzgewölbe gedeckte Turmhalle ist durch einen niedrigen halbkreisförmig überwölbten Durchgang mit Kämpfergesims mit dem Kirchenschiff verbunden.
Bei Gottesdiensten gibt es in der Kirche bis zu 135 Sitzgelegenheiten.

### Gruft
Die Gruft der Hiddestorfer Kirche ist nicht mehr erkennbar. In ihr wurden laut Eintragung im Kirchenbuch mehrere Angehörige des damals auf dem nicht mehr vorhandenen Gut südlich der Kirche ansässigen Zweiges der Familie von Lathusen, sowie einige Pfarrer der Kirche, beigesetzt.

### Kirchhof
Der Kirchhof um die Nikolai-Kirche diente bis in das 19. Jahrhundert als Friedhof.
Im Jahr 1883 wurde auf dem Gelände eine Lutherlinde gepflanzt. Auch der übrige Baumbestand stammt aus dieser Zeit.
Auf dem Kirchhof stehen noch einige Grabsteine aus dem 18. und 19. Jahrhundert. Darunter ist der des 1761 als ersten nicht mehr in der Gruft, sondern auf dem Kirchhof bestatteten Pastors Heimann. Sein Grabstein wurde 2005 von nördlich der Kirche in an die südwestliche Außenwand versetzt.
Im Jahr 1740 wurde das heute noch vorhandene Pfarrhaus neben der Kirche gebaut.
2013 wurde das 1972 eingeweihte, südöstlich der Kirche gelegene Gemeindezentrum saniert und umgebaut. In den Wintermonaten wurden einige Gottesdienste in seinem Saal mit etwa 40 Sitzplätzen statt in der Kirche gehalten, um Heizkosten zu sparen.

## Ausstattung
Aus der Zeit nach der Plünderung Hiddestorfs durch Tillys Truppen im November 1625 stammen die im Jahr 1630 durch Lucia Elisabeth von Mahrenholtz gestifteten Bronzeleuchter. Sie dienten einst als Altarleuchter. Seit der Renovierung 1934 stehen sie auf runden schmiedeeisernen Wandkonsolen an den vorderen Außenpfeilern des Kirchenschiffs.

### Taufstein
Der aus Sandstein gehauene sechseckige Taufstein mit 50 cm Durchmesser stammt wohl aus dem Jahr 1650. Damals verkauft die Kirche jedenfalls eine alte Bronzetaufe. Andere Texte nennen hingegen die Jahre 1639, 1651 oder 1692. Der Taufstein stand zwischenzeitlich als Wasserbehälter im Garten des Küsters, da im Chor Platz gebraucht wurde, der Stein nach Aussage von Sachverständigen keinen künstlerischen Wert hatte und seine Inschriften kaum noch zu lesen waren. In der Kirche gab es seit 1874 eine bronzene Taufschale.
Bei der großen Renovierung im Jahr 1934 wurde der Taufstein wieder in die Kirche gestellt. Im Jahr 1974 wurde er erneut überarbeitet. Er trägt die Inschrift
JESUS SAGT MATTH AM XXVII GEHET HIN IN ALLE WELT ...

### Altarfenster
Das Fenster hinter dem Altar zeigt das Motiv Christi Geburt. Es wurde im Jahr 1934 wahrscheinlich durch Friedrich Fischer gefertigt. Bei der Renovierung der Kirche im Jahr 1974 wurde das Fenster oben und unten erweitert.

### Orgel
Die Orgel auf der Empore wurde von Franz Rietzsch entworfen und durch Emil Hammer Orgelbau aus Arnum gebaut. Ihre Einweihung erfolgte im Dezember 1978. Sie hat zwei Manuale und Pedal mit 14 Registern und Cymbelstern.
Das Instrument hat unter anderen einen Spiegelprospekt und ziselierte Pfeifen. Die Pfeifen sind bis zu acht Fuß lang. Das Gehäuse ist mit seinen Rundungen und Vergoldungen an historische Stile angelehnt.
Um Schäden an der Orgel zu vermeiden, darf die Temperatur in der Kirche nicht unter 6 °C sinken.

### Glocken
Vor dem Ersten Weltkrieg verfügte die Kirche in Hiddestorf über zwei im Jahr 1815 von Christoph August Becker in Hildesheim gegossenen Bronzeglocken mit 95 cm beziehungsweise 78 cm Durchmesser. Eine dritte und größte Glocke hatte 1897 Friedrich Ihssen aus Ohlendorf der Kirche geschenkt.
Die beiden 1815 gegossenen Kirchenglocken mussten 1917 zu Rüstungszwecken abgeliefert werden.
Im Jahr 1926 wurden zwei neue Glocken als Ersatz beschafft.
Für die Rüstungsproduktion im Zweiten Weltkrieg mussten 1942 die beiden größeren der drei Glocken abgeliefert werden.
Die kleinere der beiden 1926 gegossenen blieb in Hiddestorf. Sie trägt die Inschrift
Kommt, laßt uns anbeten und niederfallen vor dem Herrn. Ich rufe die Lebenden zur Kirche und begleite die Toten zu Grabe
Die gleiche Inschrift hatte schon die größere der beiden im Ersten Weltkrieg abgelieferten, 1815 gegossenen Glocken getragen.
Zum Erntedankfest 1958 wurden zu der erhaltenen Glocke mit Schlagton h’ zwei neu gegossenen Glocken beschafft. Die größere hat den Schlagton e’, die kleinere den Schlagton g’.